# 이토요촌 (후쿠시마현 다무라군)
이토요촌(飯豊村)은 후쿠시마현 다무라군에 일찍이 존재했던 촌이다.

## 역사
- 1889년 4월 1일 - 정촌제 시행에 의해 이토요촌, 요시노베촌, 우키가네촌, 오노야마가미촌, 오토카미촌이 합병해 다무라군 이토요촌이 성립하였다.
- 1955년 2월 1일 - 오노니정, 나쓰이촌과 함께 합병해 오노정이 성립하여, 동일 이토요촌이 소멸하였다.

## 오아자
- 이토요 飯豊（いいとよ）
- 요시노베 吉野辺（よしのべ）
- 우키가네 浮金（うきがね）
- 오노야마가미 小野山神（おのやまがみ）
- 오토카미 小戸神（おとかみ）

## 인구
- 1889년 2,773
- 1920년 3,620
- 1947년 4,000

## 참고문헌
- 角川日本地名大辞典編纂委員会『角川日本地名大辞典 7 福島県』、角川書店、1981年 ISBN 4-04-001070-1
- 日本加除出版株式会社編集部『全国市町村名変遷総覧』、日本加除出版、2006年、ISBN 4-8178-1318-0